# مری سیکول

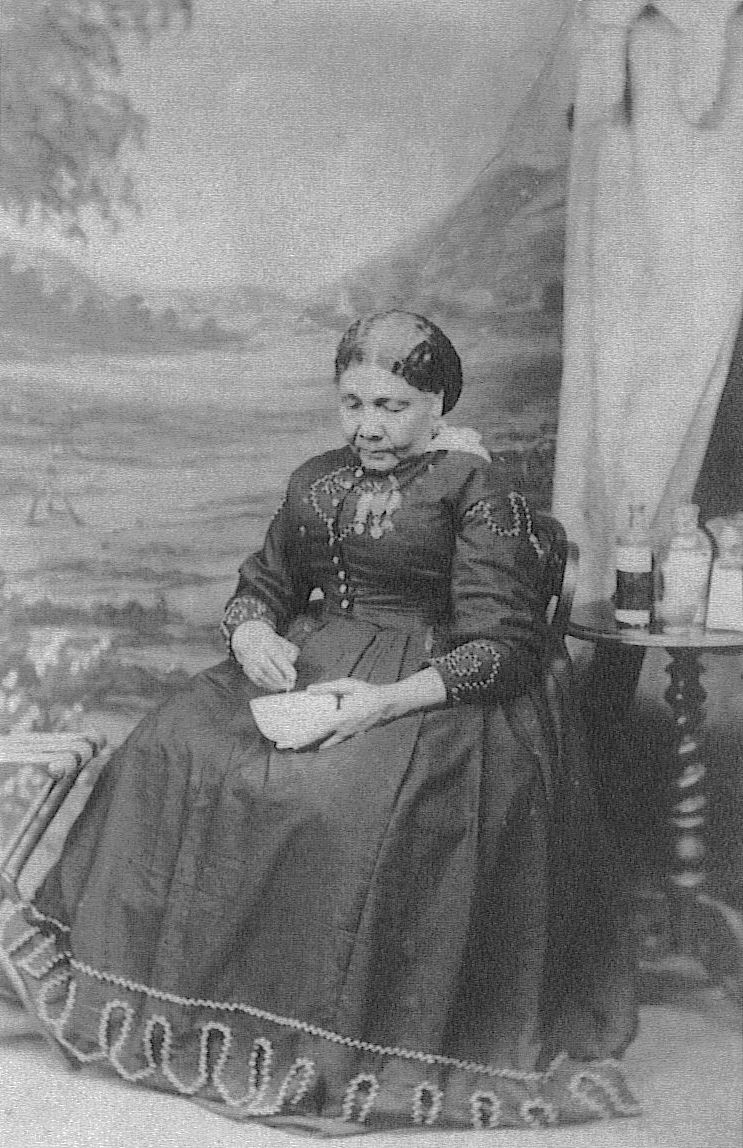
تنها عکس موجود از مری سیکول که در لندن گرفته شده (ح. ۱۸۷۳)

مری جین سیکول (به انگلیسی: Mary Jane Seacole) (زاده ۱۸۰۵ - درگذشته ۱۴ مه ۱۸۸۱) یک قهرمان گمنام و پرستار جامائیکایی - اسکاتلندی بود. او در ارتش بریتانیا به عنوان «مادر سیکول» شناخته می‌شد و یک هتل بریتانیایی پشت خطوط جنگ کریمه راه‌اندازی کرد.

## زندگی
وی از همان ابتدای کودکی همانند مادرش به پرستاری علاقه بسیار داشت. هیچ‌کس به او کاری نمی‌داد و فقط چون او با داروهای گیاهی شفابخش خود جان بسیاری از سربازان را نجات داده بود ارتش به او اجازه داد تا از سربازها پرستاری کند. او دانش طب گیاهی را از مادرش در کارائیب فراگرفته بود. در میانسالی وی اموال خود را فروخت تا در شغل پرستاری استخدام شود اما جواب رد شنید. اما امید خود را از دست نداد و به سمت روسیه به‌راه افتاد که باز هم در آنجا جواب رد شنید. سپس او با دست خالی و بی کَس برای خود بیمارستانی بنا نهاد. با وجود اینکه جان صدها نفر را با داروهای گیاهی خود از بیماری‌های مختلف و کشنده مانند اسهال، اسهال خونی، وبا و مانند آن‌ها نجات داده بود اما هیچ حمایتی نمی‌شد. سربازهای زخمی او را مادر صدا می‌کردند. زیرا او فداکاری‌های زیادی انجام داده بود. او مجبور بود برای نجات سربازها زیر گلوله‌های توپ به نجات سربازان بشتابد. بعد از جنگ او به دلیل بدهی زیاد نزدیک بود که راهی زندان شود؛ و سرانجام مری به زندان افتاد. اما وقتی این به گوش مردم رسید، هزاران نفر به خاطر او شورش کرده و او را از زندان آزاد کردند.
او کتاب پرفروشی از زندگی خود نوشت که به برکت آن تا آخر عمر زندگی خوبی را سپری کرد.

## بزرگداشت
مری سیکول پس از مرگ تقریباً برای یک قرن فراموش شد اما در سال ۱۹۹۱ با اهدای نشان افتخار جامائیکایی به او به عنوان یک زن که در مبارزه با تعصب نژادی موفق بود از او تجلیل کردند. در سال ۲۰۰۴ او به عنوان بزرگترین بریتانیایی سیاه پوست انتخاب شد.
در ۱۴ اکتبر ۲۰۱۶ موتور جستجوی گوگل به افتخار او گوگل دودل صفحه اصلی خود را در ایرلند و بریتانیا تغییر داد.